# Epidendrum werffii
Epidendrum werffii là một loài thực vật có hoa trong họ Lan. Loài này được Dodson & Hágsater mô tả khoa học đầu tiên năm 1989.